# Santa Maria (Marskrater)
Santa Maria ist ein Impaktkrater auf dem Mars er befindet sich auf der Meridiani Planum-Hochebene innerhalb des MC-19 Margaritifer Sinus-Gradfeldes. Er liegt in der Nord-Westecke des sehr viel größeren Endeavour-Kraters und besitzt einen Durchmesser von etwa 80–90 Meter. Benannt ist der Krater nach der Santa Maria, dem Flaggschiff von Christoph Kolumbus bei dessen Entdeckungsreise von 1492.

## Erforschung
Opportunity erreichte den Krater am 15. Dezember 2010.
Der Rover wurde zum südöstlichen Kraterrand gesteuert, dort nahm er einige Bilder auf und wurde anschließend auf eine sich nähernde Sonnen-Konjunktion vorbereitet. Die letzte Kommunikation vor dem Konjunktion fand am 3. Februar 2011 statt.
Eine Woche später wurde die Verbindung zum Rover wiederhergestellt, und der Rover konnte seine Feldstudien, an den Felsen „Luis de Torres“ und „Ruiz Garcia“ wieder fortsetzen. Der Rover verließ den Krater am 22. März 2011 in ostwärts in Richtung des Endeavour-Kraters.

### Weitere Krater die vonOpportunity(MER-B) besucht wurden
- Eagle
- Fram
- Endurance
- Argo
- Wostok
- Erebus
- Beagle
- Emma Dean
- Victoria-Krater